# AnnenMayKantereit
AnnenMayKantereit — немецкая рок-группа из Кёльна, из части города под названием Зюльц (Köln-Sülz). Образована в 2011 году. Особая примета их звучания — сильный, с хрипотцой, голос солиста Хеннинга Мая. Поют в основном на немецком языке, хотя в репертуаре есть и песни на английском, а также каверы на композиции других известных исполнителей.

## История
Название группы состоит из фамилий её участников: Christopher Annen (Кристофер Аннен), Henning May (Хеннинг Май), Severin Kantereit (Зеверин Кантерайт). Группа появилась, когда ребята учились в гимназии Шиллера в Кёльне. Некоторое время они выступали на улицах Кёльна, собирая деньги на инструменты.
Их первое выступление под этим названием состоялось 2 августа 2011 года.
В 2012 году AnnenMayKantereit открыли канал на Youtube, где размещали записи своих уличных выступлений.
Начиная с 2014 года, группа активно гастролирует по Германии, Швейцарии и Австрии, принимает участие в крупных музыкальных фестивалях.
Осенью 2015 года группа подписала контракт с медиахолдингом Universal Music Group. Тогда же началось их сотрудничество с продюсером Мозесом Шнайдером и под лейблом Vertigo Berlin был выпущен мини-альбом Wird schon irgendwie gehen («Как-нибудь получится»).
Летом 2020 года у группы были запланированы и полностью распроданы концерты в Турции и Москве, а также участие в фестивалях в Санкт-Петербурге и Киеве, но все выступления были отменены из-за пандемии коронавируса.
Не считая фестивалей, AnnenMayKantereit собирают площадки до 40 000 человек, а самым значимым своим выступлением считают концерт в Кёльне 09.09.2023 г. на стадионе Rhein Energie.

## Состав
- Henning May 13.01.1992 г. — вокал (баритон), фортепиано, мелодика, аккордеон, укулеле, гитара
- Christopher Annen 02.08.1990 г. — гитара, губная гармоника
- Severin Kantereit 01.08.1992 г. — ударная установка, перкуссия, гитара

До 2014 года в группе играл Lars Lötgering (Ларс Лётгеринг) — бас-гитара, контрабас.
С августа 2014 года по 2020 год участником коллектива был Malte Huck (Мальте Хук) 12.12.93 г. — бас-гитара.
В 2021 году к AnnenMayKantereit присоединилась Sophie Chassée (Софи Шассе) 02.02.1997 г. — бас-гитара, гитара, вокал.
Также, с группой регулярно выступает Ferdinand Schwarz (Фердинанд Шварц) — труба. А во время концертного тура 2023 группа выступала в сопровождении инструментального ансамбля La Chapelle, с которыми было записано несколько синглов.
С 2024 года Severin Kantereit запустил личный проект в стиле электронной музыки под ником KANTEREIT.
С 2024 года Christopher Annen и Francesco Wilking (Die Höchste Eisenbahn) запустили совместный проект AllesWasIchJeWerdenWollte.

## Дискография
- 2013: AMK — Not On Label /AnnenMayKantereit Self-released/ записан самостоятельно, в данное время не распространяется официально
- 2015: Wird schon irgendwie gehen (5 треков) 16.10.2015 — Vertigo Berlin
- 2016: Alles Nix Konkretes (12 треков) 18.03.2016 — Vertigo Berlin, Universal Music Group, IRRSINN Management GmbH
- 2018: Schlagschatten (14 треков)  07.12.2018 — ANNENMAYKANTEREIT RECORDS
- 2020: 12 (16 треков) 16.11.2020 — Vertigo Berlin, under exclusive license to Universal Music GmbH
- 2023: Es ist Abend und wir sitzen bei mir (15 треков) 23.03.2023 — ANNENMAYKANTEREIT RECORDS

### Синглы
- Pocahontas;
- Barfuß am Klavier;
- Sometimes I like to lie;
- Marie;
- Ich geh heut nicht mehr tanzen;
- So laut, so leer;
- Tommi;
- Ausgehen;
- 3 Tage am Meer;
- Lass es kreisen.

## Награды и номинации
- 2015 Kulturpreis der Sparkassen-Kulturstiftung Rheinland (Sponsorship proposed by Wolfgang Niedecken).
- 2015 Deutscher Webvideopreis в категории «Музыкальное видео» (Barfuß Am Klavier).
- 2015 номинация 1Live Krone: «Лучшее живое выступление».
- 2016 альбом Alles Nix Konkretes («Ничего конкретного») — лидер немецких, австрийских и чешских музыкальных чартов[2].
- 2016 номинации 1Live Krone «Лучшая группа» и «Лучшее живое выступление».
- 2016—2017 отмечены Goldene Kamera Digital Award в номинации «MusicAct» как взлетевшая в очень короткий срок от уличных музыкантов до аудитории на YouTube в несколько миллионов и больших сольных концертов.
- 2017 премия ECHO в двух номинациях: Band Pop National и Newcomer National.
- 2017 номинация 1Live Krone: «Лучшая группа».
- 2019 номинации 1Live Krone: «Лучшая группа» и «Лучшее живое выступление». Победа в номинации «Лучшая группа». Также победу одержал дуэт Juju & Henning May с песней «Vermissen» в категории «Лучший сингл».
- 2021 Holger Czukay Preis für Popmusik der Stadt Köln — главный приз и 15 000 евро, чтобы воздать должное их заслугам в поп-культуре Кёльна.
- 2022 Хит "Tom's Diner" от AnnenMayKantereit и Giant Rooks получил статус золотого сингла от The Recording Industry Association of America (RIAA)
- 2023 1 место от Offizielle Deutsch Charts за альбом «Es ist Abend und wir sitzen bei mir Wir»
- 2023 номинация 1Live Krone «Лучшее живое выступление»

## Коллаборации
AnnenMayKantereit и
- K.I.Z — «Hurra die Welt geht unter»
- Die Höchste Eisenbahn — «Farbfilm»
- Milky Chance — «Roxanne», «Escape»
- MarthaGunn — «September»
- Findlay — «Valerie»
- Wolfgang Niedecken (BAP) — «Für immer jung»
- Audio88 & Yassin — «Schellen»
- SXTN — «Er will Sex»
- Judith Holofernes — «Von Hier An Blind»
- Peter Brings — «Nur nicht aus Liebe weinen»
- Faber — «Heute hier morgen dort»
- Giant Rooks — «Tom’s Diner»
- Amilli — «Bang Bang»
- Parcels — «Can’t Get You Out Of My Head»
- Bläck Föös — «Ich han 'nen Deckel»

Henning May и
- Her, Roméo Elvis — «On & On»
- KitschKrieg feat. Cro, Trettmann — «5 Minuten»
- Milky Chance — «Сосооn»
- Juju — «Vermissen»
- Moira Cappilli — «Nia Nia Nia»
- Von Wegen Lisbeth — «Nur ein Wort» (+Kummer)
- Trettmann — «Kalte Welt»
- Kummer — «Der Rest meines Lebens»
- Ufo361 — «7 leere Zimmer»